# Sylvisorex pluvialis
Sylvisorex pluvialis es una especie de musaraña de la familia Soricidae.

## Distribución geográfica
Es endémica de Camerún y República Centroafricana. 

## Hábitat
Su hábitat natural son: bosques  de tierras bajas.